# جان تالن
جان تالن (هلندی: John Talen؛ زادهٔ ۱۸ ژانویهٔ ۱۹۶۵) دوچرخه‌سوار اهل هلند است.
وی در مسابقات کشوری و بین‌المللی در مجموع برندهٔ ۱ مدال طلا، ۱ مدال نقره شده‌است.